# Centro storico di Catania
Il centro storico di Catania rappresenta il vecchio nucleo del territorio della città di Catania. Il suo assetto urbanistico risale al XVIII secolo, essendo stato edificato nel periodo successivo al terremoto del Val di Noto del 1693, che aveva distrutto totalmente il precedente abitato della città siciliana.
Nell'attuale suddivisione amministrativa del territorio comunale, il centro storico corrisponde al I Municipio.

## Storia
La città di Katane (Kατάvη) fu fondata nel 729 a.C. da una colonia di Greci-Calcidesi guidata dal condottiero Tucle, su un preesistente villaggio della Sicilia orientale in origine abitato dai Siculi. Dopo appena un secolo dalla sua fondazione, Katane divenne una delle città più importanti dell'isola e fu scelta come luogo di soggiorno del poeta Stesicoro, e fu spesso visitata dal filosofo Senofane. La città era caratterizzata dalla cospicua presenza di teatri, ginnasi, basiliche, terme, templi ed altri edifici di pregio. Distrutta e rasa al suolo dalle truppe di Dionisio I di Siracusa intorno al 403 a.C., venne da questi concessa ai Campani che la ricostruirono e la popolarono.
La città, divenuta Catanae sotto la dominazione romana, cadde progressivamente in rovina e andò spopolandosi, e nel 122 a.C., con l'eruzione dell'Etna, venne danneggiata a causa dell'enorme quantità di cenere emessa dal vulcano. A seguito della distruzione avutasi con l'eruzione, la città venne esentata dal Senato romano per dieci anni dal pagamento dei tributi, e successivamente ricostruita, rifiorì e divenne centro di civiltà dell'isola, poiché risorgevano teatri, terme, basiliche e altri edifici pubblici, a cui si aggiungeva la costruzione dei circhi, dei ninfei e degli acquedotti. Dopo la caduta dell'area occidentale dell'Impero avvenuta nel 476, Catania si ritrovò devastata dalle numerose incursioni dei popoli barbari: la Sicilia, come tutta la penisola italica, passò sotto il dominio degli Ostrogoti, e i catanesi chiesero al re Teodorico il permesso di ricostruire le mura che proteggevano la città servendosi del materiale delle rovine dell'Anfiteatro eretto in epoca romana. Il sovrano ostrogoto con un decreto da lui emanato diede assenso alla richiesta, e pertanto le mura cittadine furono riedificate. Gli Ostrogoti furono cacciati dalla Sicilia nel 535 ad opera dei Bizantini: sia nel periodo gotico che in quello bizantino, a Catania furono edificate numerose chiese, tra cui si ricordano quella di San Giovanni de' Fleres (532) e quella di Santo Stefano (679).
All'epoca del dominio saraceno sulla Sicilia, la città assunse il nome di Qaţânîah, descritta nel X secolo dal geografo Muhammad al-Idrisi come una città ricca di palazzi, moschee, mercati, alberghi ed un porto, racchiusa da un'imponente cinta muraria. I Normanni guidati da Ruggero d'Altavilla scacciarono gli occupanti arabi dalla città nel 1080: il Conte Ruggero, che una volta assunto il pieno possesso dell'isola avviò la sua recristianizzazione, nel sito dove sorgevano le rovine delle Terme Achilliane, nel 1086-94 fece edificare la Cattedrale di Sant'Agata.
La città subì gravi distruzioni con l'eruzione dell'Etna del 1169, con l'incendio fatto appiccare nel 1195 dall'imperatore Enrico VI di Svevia - incoronato Re di Sicilia - per reprimere il tentativo di rivolta dei fedeli alla Casa reale normanna, e sotto il regno di Federico II, nel 1232 a seguito della rivolta antisveva che interessò Catania. All'Imperatore Federico si deve l'erezione del Castello Ursino fatta avviare nel 1239 fuori dalla cinta muraria, allo scopo di assumere il pieno controllo della città fino a prima ribelle, e a difesa della medesima e della sua costa da possibili scorrerie.

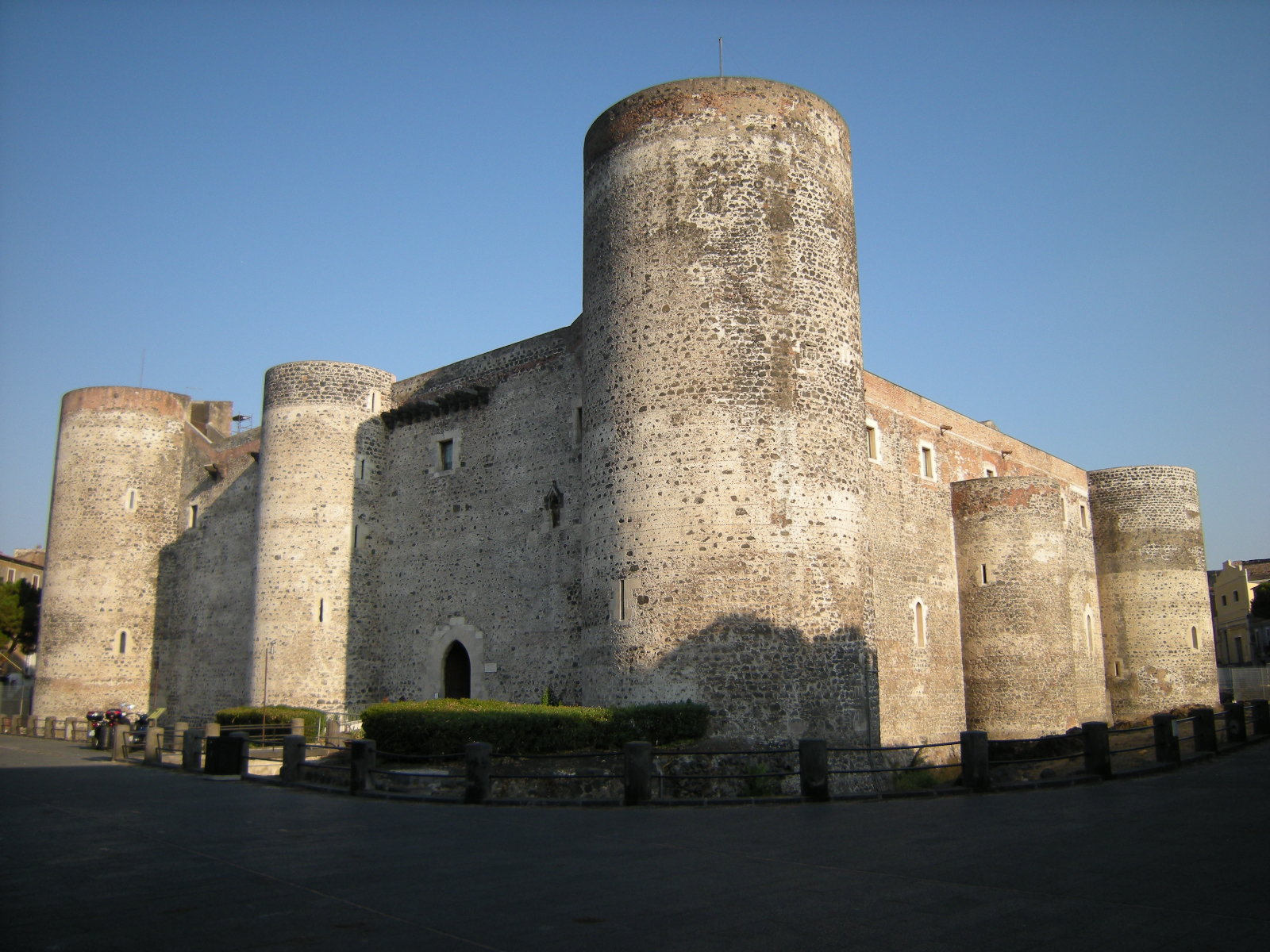
Il Castello Ursino.

Fin dalla sua fondazione, Catania fu interessata da lavori di fortificazione del proprio centro abitato, e ciò avvenne in particolare in epoca aragonese. Il terremoto del 1542 danneggiò parzialmente la città etnea, ma a questo problema, si aggiungevano le continue scorrerie dei Turchi, e per questo a partire dal 1553, sotto l'imperatore Carlo V d'Asburgo, venne dotata di un nuovo sistema difensivo basato su bastioni e nuove cortine. Catania venne fortificata nel giro di pochi anni, e da questo sistema difensivo vennero ricavate nove porte. Queste mura, che integravano quelle edificate in epoca medievale, vennero danneggiate dall'immensa colata lavica provocata dall'eruzione dell'Etna del 1669, che dopo aver travolto i casali attorno al vulcano arrivò fino a Catania, e furono in particolare due i bastioni distrutti, quello detto di San Giorgio e la Porta Fausa. Le mura situate ad ovest dell'abitato, in alcuni punti difesero la città dalla colata che rimase all'esterno di esse.

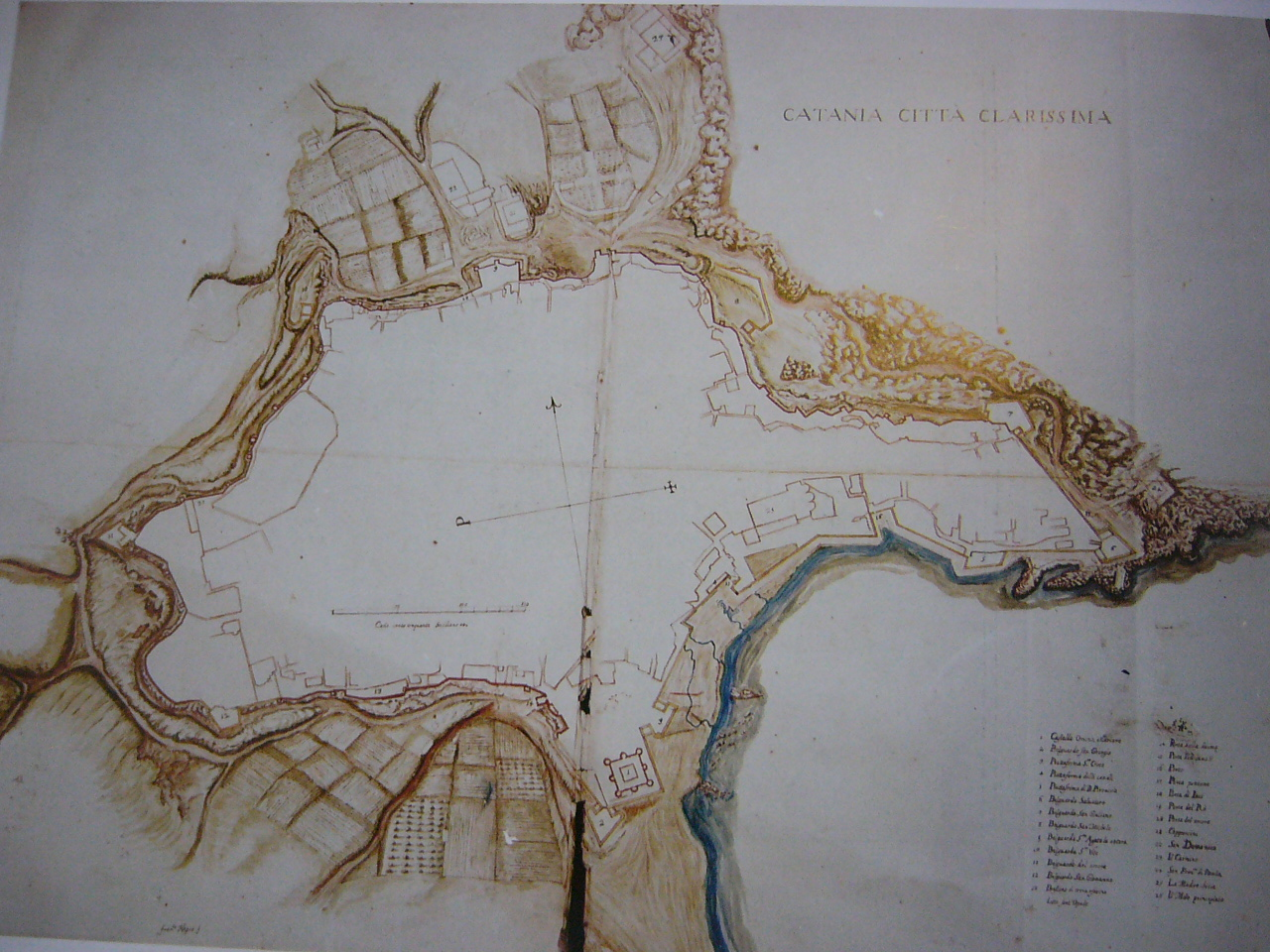
Pianta della cinta muraria di Catania nel 1637.

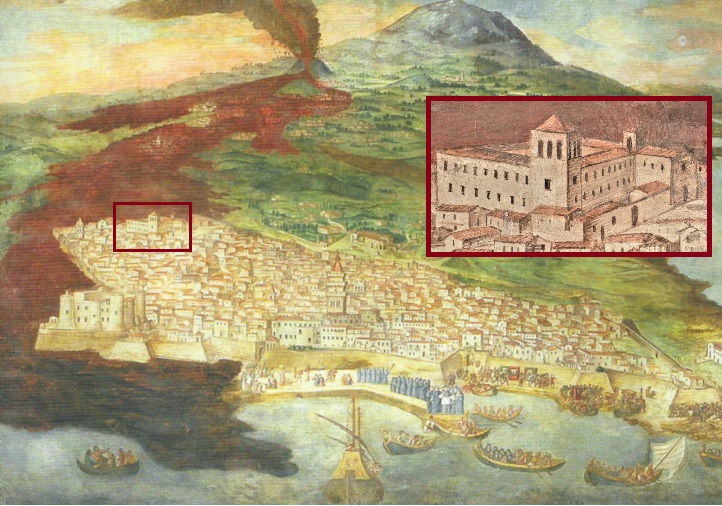
Affresco del pittore Giacinto Platania nella sagrestia del Duomo di Catania che riproduce l'eruzione etnea del 1669.

La colata lavica del 1669 non ebbe tuttavia grosse conseguenze sulla morfologia del nucleo principale della città, che restò all'interno del perimetro delle mura di difesa. Esso si presentava con una struttura tipicamente medievale, caratterizzato da una forte densità edilizia derivante dalla costruzione nel corso del XVII secolo ad opera degli ordini religiosi di chiese ed edifici monastici sempre più grandi e da parte della nobiltà di palazzi all'italiana con corti, interne, scaloni e volumi edilizi di crescente altezza. Sulla colata lavica furono ripristinati i principali percorsi esterni che già esistevano precedentemente ad opera di alcuni privati che in cambio ottennero la concessione da parte del Vescovo di vaste superfici coperte dalla lava per canoni enfiteutici molto bassi. Fu così costruita lungo il perimetro esterno delle mura la Strada della Vittoria (oggi Via Plebiscito) per consentire la processione di Sant'Agata e Francesco Sciacca detto Gallazzo, costruì attraverso la sciara un tratto della Strada della Vittoria ed un nuovo accesso stradale per il centro cittadino dalla Piana posizionando un fondaco laddove questa strada, con un passaggio obbligato, dai terreni della piana risparmiati dal fuoco della colata, guadagnava la quota al di sopra delle rocce laviche.
Il terremoto del Val di Noto del 1693 distrusse pressoché interamente l'abitato di Catania e provocò circa 16.050 morti su una popolazione totale di 18.914, evento che determinò in modo significativo la morfologia dell'attuale centro storico. L'elevato numero di vittime fu certamente dovuto anche alla sua struttura, caratterizzata da strade molto strette e dallo stato fatiscente di molti edifici, talvolta realizzati con muri a secco o a tajo.  La ricostruzione di Catania avvenne nello stesso sito, ma con un disegno del sistema viario quasi totalmente nuovo: vennero infatti mantenuti alcuni edifici quali capisaldi di riferimento e si confermò la localizzazione di alcuni spazi urbani e di taluni edifici, ma la nuova maglia viaria, costituita da strade larghe e rettilinee e piazze molto più ampie di quelle preesistenti, si sovrappose a quella medievale con solo rarissime, fortuite coincidenze e con qualche altrettanto rara permanenza di qualche tratto di strada medievale. Il viceré Juan Francisco Pacheco, duca di Uzeda inviò a Catania Giuseppe Lanza, duca di Camastra, nominato suo vicario generale per il Val di Noto, valente urbanista a cui fu affidata la stesura del piano di ricostruzione.
Il Duca di Camastra diresse la ricostruzione della città etnea avvalendosi della collaborazione dell'ingegnere militare spagnolo Carlos de Grunenbergh, che guidava il corpo dei genieri nell'aprire i principali tracciati stradali tra gli ammassi di rovine. Il piano di ricostruzione, cui partecipò l'ingegnere militare Giuseppe Formenti, si basava su un sommario disegno delle principali strade e piazze pubbliche, che lasciava ai privati, agli ordini monastici e alle confraternite l'iniziativa per la realizzazione della viabilità secondaria e di eventuali ulteriori piazze innanzi i prospetti di chiese e palazzi. Per motivi di protezione civile, il piano imponeva per i nuovi edifici un massimo di tre elevazioni e strade larghe, da un minimo di quattro a un massimo di otto canne. La normativa di riferimento era costituita principalmente dalla cosiddetta prammatica di Re Martino, emanata proprio a Catania nel 1403, che consentiva, per il decoro cittadino, a chi avesse voluto realizzare un palazzo, di acquisire forzatamente i casaleni, cioè i fabbricati cadenti o comunque modesti del vicino, pagando un terzo in più del valore stimato da due periti eletti da ciascuna delle parti, più un terzo perito in caso di discordia.
Il nuovo assetto urbanistico si sviluppò essenzialmente su due arterie, la Strada Uzeda (odierna Via Etnea), così chiamata in onore al Viceré dell'epoca, che tagliava la città da nord a sud e congiungeva la piazza della Cattedrale con la Porta di Aci, e la Strada Lanza (odierna Via di Sangiuliano), così nominata in omaggio al Duca di Camastra, che tagliava da ovest a est, dalla collina di Montevergine fino alla Porta Lanza. Le due strade si incrociarono ai Quattro Canti, orientate lungo gli assi che collegavano i bastioni della cinta muraria cittadina. Le strade larghe sei canne furono la Strada del Corso (odierna Via Vittorio Emanuele), la Strada di San Filippo (odierna Via Garibaldi), quest'ultima voluta dal vescovo Andrea Riggio in asse con la facciata della cattedrale. Fra le strade larghe quattro canne c'era quella che usciva dall'antica Porta di Aci (odierna Via Manzoni) e doveva arrivare nella Porta dei Canali (o di Carlo V), nell'attuale pescheria. Il Grunenbergh suggerì al Duca di Camastra l'inserimento di altre piazze, oltre quelle esistenti prima del terremoto, fra le quali Il Piano della Fiera Nuova (odierna Piazza Università), che sostituì quella vecchia in cui si svolgeva il mercato cittadino.
Nella parte settentrionale del nuovo abitato si concentrò l'edificazione di imponenti palazzi residenziali dell'aristocrazia e della borghesia mercantile, che avvenne secondo quanto previsto dal piano del Duca di Camastra. Diversamente avvenne nelle aree meridionali, dove invece si verificò uno sviluppo edilizio disordinato e deregolamentato, in cui vi si insediarono i ceti umili, spesso immigrati provenienti dalle zone limitrofe, che vi costruirono le proprie modeste abitazioni, nonché opifici e magazzini. Questo processo portò così alla nascita di nuovi quartieri come l'Antico Corso, gli Angeli Custodi, il Fortino, San Berillo e San Cristoforo. Tutti i quartieri, furono interessati dalla costruzione di numerosi edifici religiosi sorti nella città, e tra quelli sorti nel periodo della ricostruzione post-terremoto del 1693 vi furono la Chiesa di San Benedetto (1704), la Chiesa di San Giuliano (1741) e la Basilica Maria Santissima dell'Elemosina (1768).

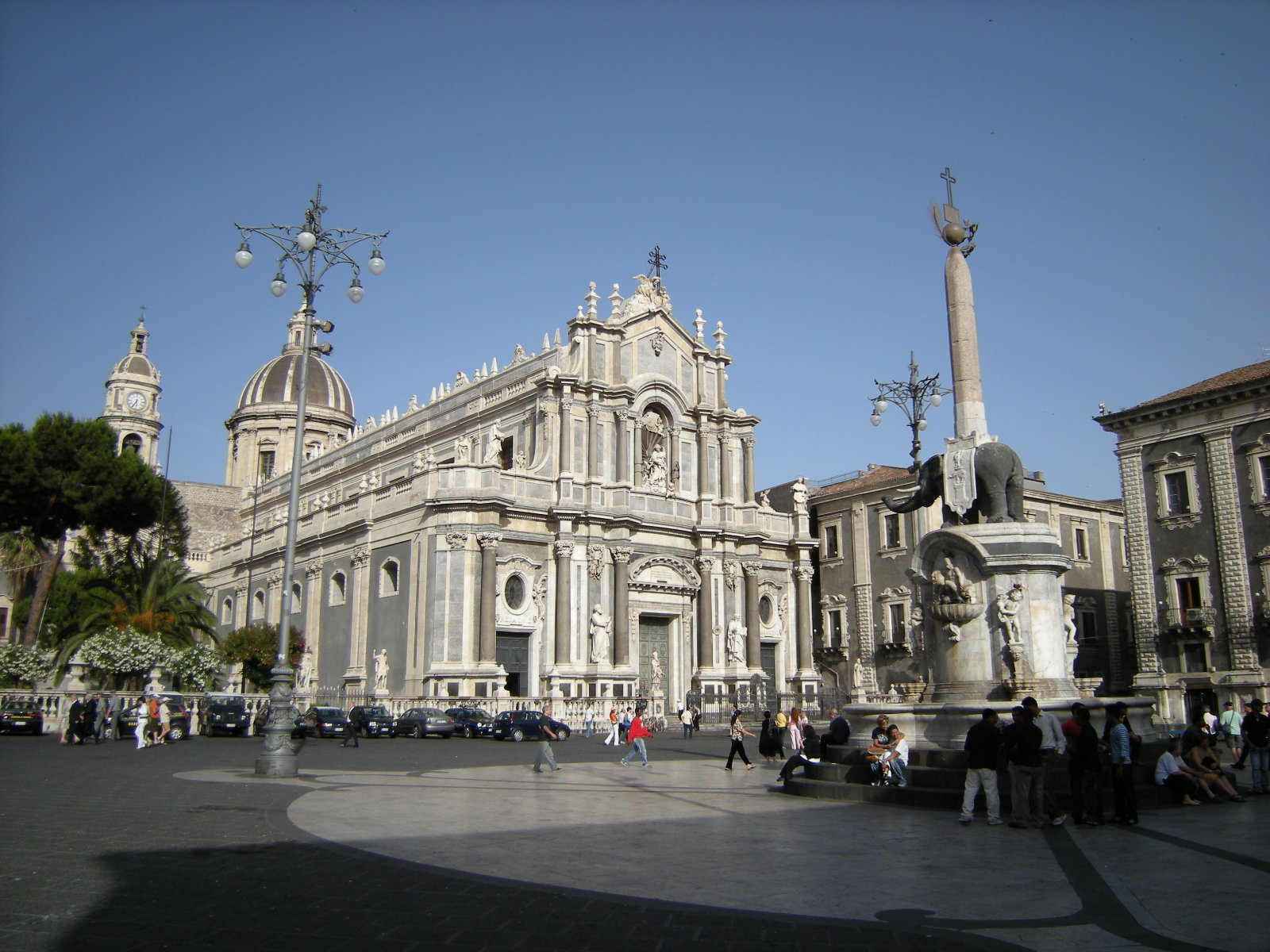
Prospetto barocco della Cattedrale di Sant'Agata realizzato da Giovanni Battista Vaccarini.

Alla fine del XVIII secolo si verificarono due fondamentali interventi urbanistici che segnarono la storia del centro storico di Catania e cioè il prolungamento della Via Stesicorea (Via Etnea) sino al Borgo, dove venne collocata la fontana di Cerere che si trovava al Piano della Fiera Nuova, e la costruzione del porto di Catania. Nello stesso periodo vennero prolungate la Strada della Vittoria e la Strada di San Filippo verso ovest, e al termine di quest'ultima venne costruita la Porta Ferdinandea (1768), nuovo ingresso monumentale alla città dalle floride campagne ad ovest e sul tratto iniziale della strada che andava verso Palermo. Dal punto di vista architettonico, gran parte degli edifici civili e religiosi del nuovo abitato che andò sviluppandosi a Catania per tutto il XVIII secolo, si presentava in stile barocco. Notevole contributo venne fornito da architetti quali Alonzo di Benedetto, Stefano Ittar, Antonino Caruso, Francesco Battaglia, i messinesi Antonino Amato e Giuseppe Palazzotto, e il palermitano Giovanni Battista Vaccarini. Al Vaccarini, che operò a Catania tra il 1730 e il 1745, e giunto in città su richiesta del vescovo Pietro Galletti, si deve la progettazione delle opere più significative, quali il prospetto del Duomo, la Fontana dell'Elefante e il Palazzo Senatorio.

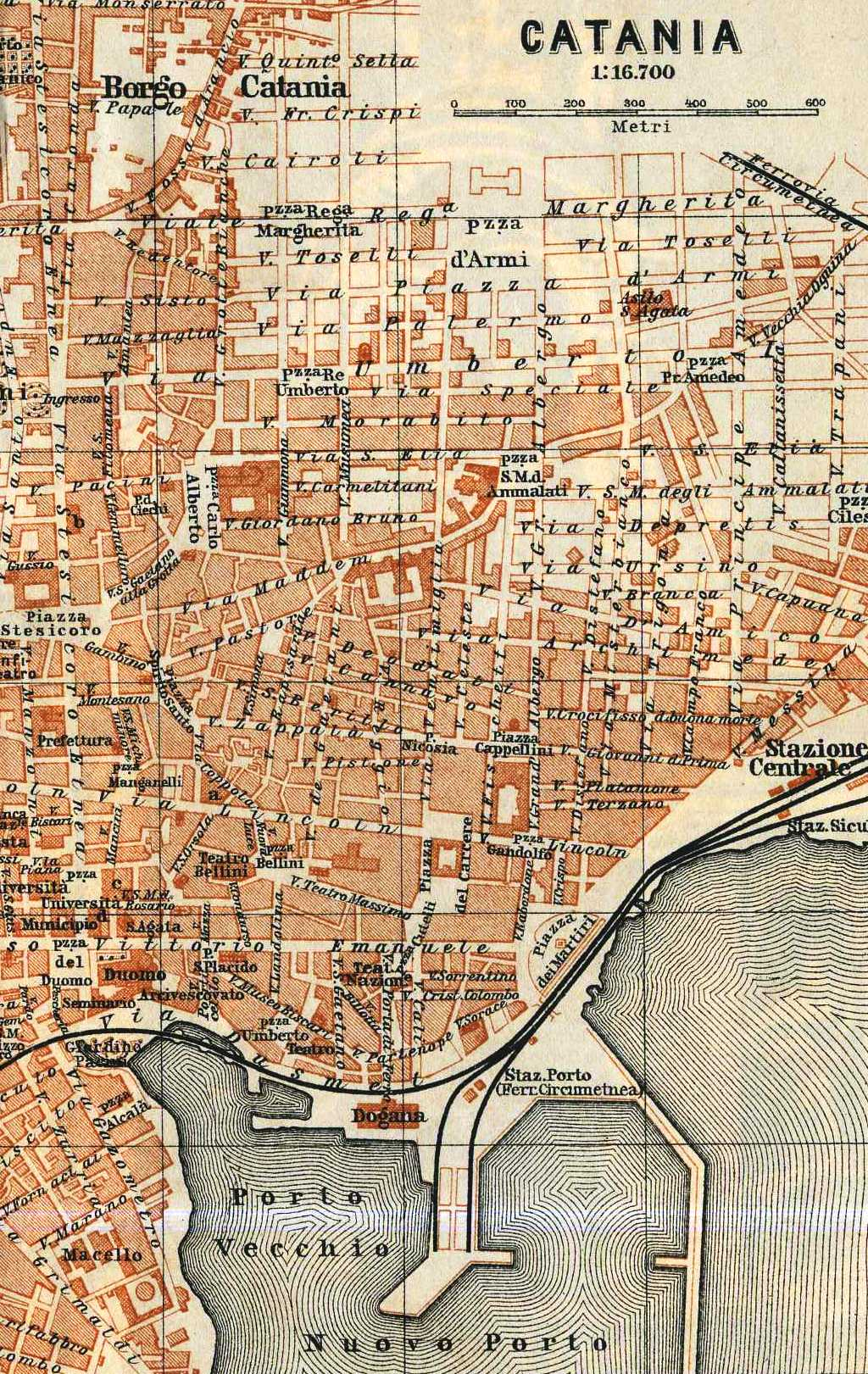
Pianta di Catania del 1905.

Nel corso del XIX secolo venne completata l'opera di ricostruzione avviata dopo il terremoto del 1693. Non vi furono in questo periodo significativi interventi edilizi, ma furono demoliti alcuni palazzi settecenteschi per fare spazio a nuovi palazzi costruiti in stile eclettico con elementi neoclassici. Rivestirono invece molta importanza i lavori di livellamento delle strade. Degna di menzione è l'inaugurazione del Teatro Massimo del 1890, realizzato su progetto degli architetti Andrea Scala e Carlo Sada. 
L'architetto Bernardo Gentile Cusa, che nel 1887 aveva pubblicato il Piano Regolatore pel risanamento e per l'ampliamento della città di Catania, individuava tra i quartieri del centro storico destinatari di un progetto di sventramento e risanamento edilizio, l'Antico Corso, gli Angeli Custodi, il Carmine, il Crocifisso, la Civita, San Berillo e San Cristoforo, le cui condizioni igienico-sanitarie erano pessime, essendo diffuse le epidemie di colera e di tifo. In linea con le indicazioni fornite dal Gentile Cusa, a partire dagli anni trenta del XX secolo furono elaborati dagli urbanisti del Comune di Catania piani di risanamento edilizio che prevedevano lo sventramento di alcuni quartieri definiti "insalubri". A causa degli eventi bellici avvenuti successivamente non si poté procedere con questi interventi: i bombardamenti subiti dalla città nei mesi che precedettero lo sbarco alleato del luglio 1943, provocarono invece la distruzione o il grave danneggiamento di edifici importanti ai quali si pose rimedio in alcuni casi con la ricostruzione in stile, in altri con la costruzione di edifici moderni. Al termine del conflitto, ebbero luogo il parziale sventramento dell'Antico Corso, e quello di buona parte di San Berillo, con la demolizione di interi edifici situati nel quartiere, nell'area che attualmente corrisponde al Corso Sicilia e al Corso Martiri della Libertà.

## Descrizione

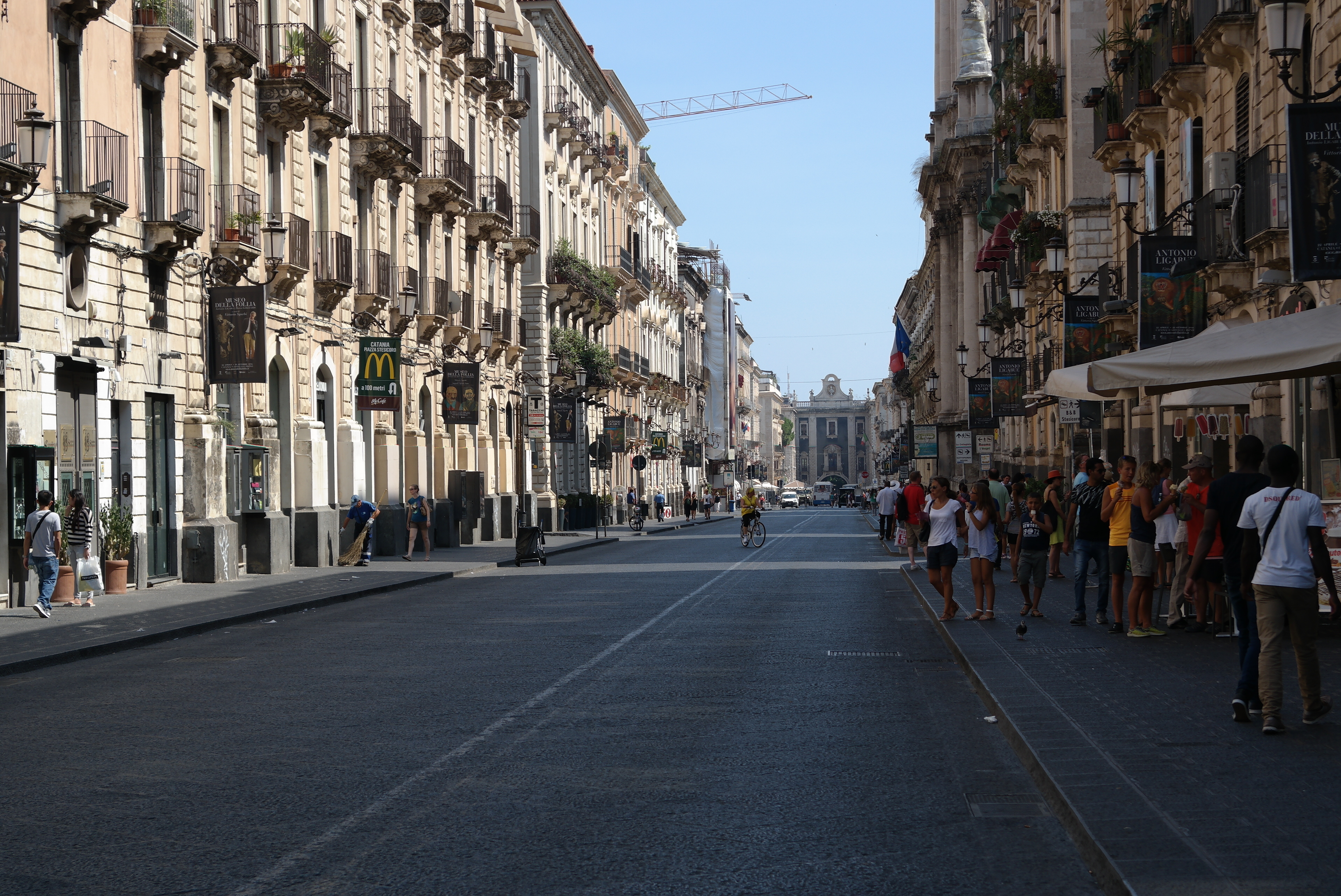
Via Etnea

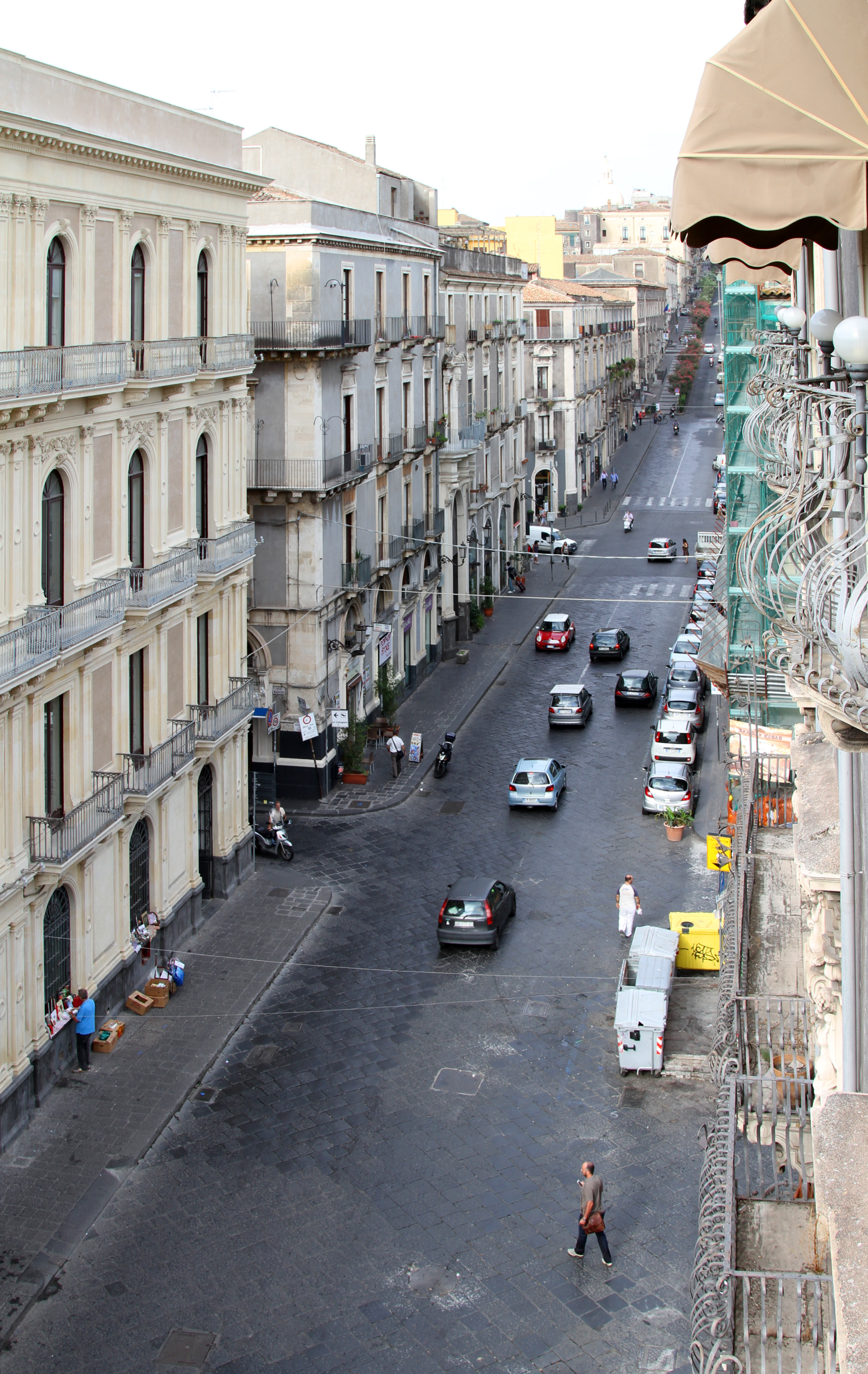
Via Antonino di San Giuliano

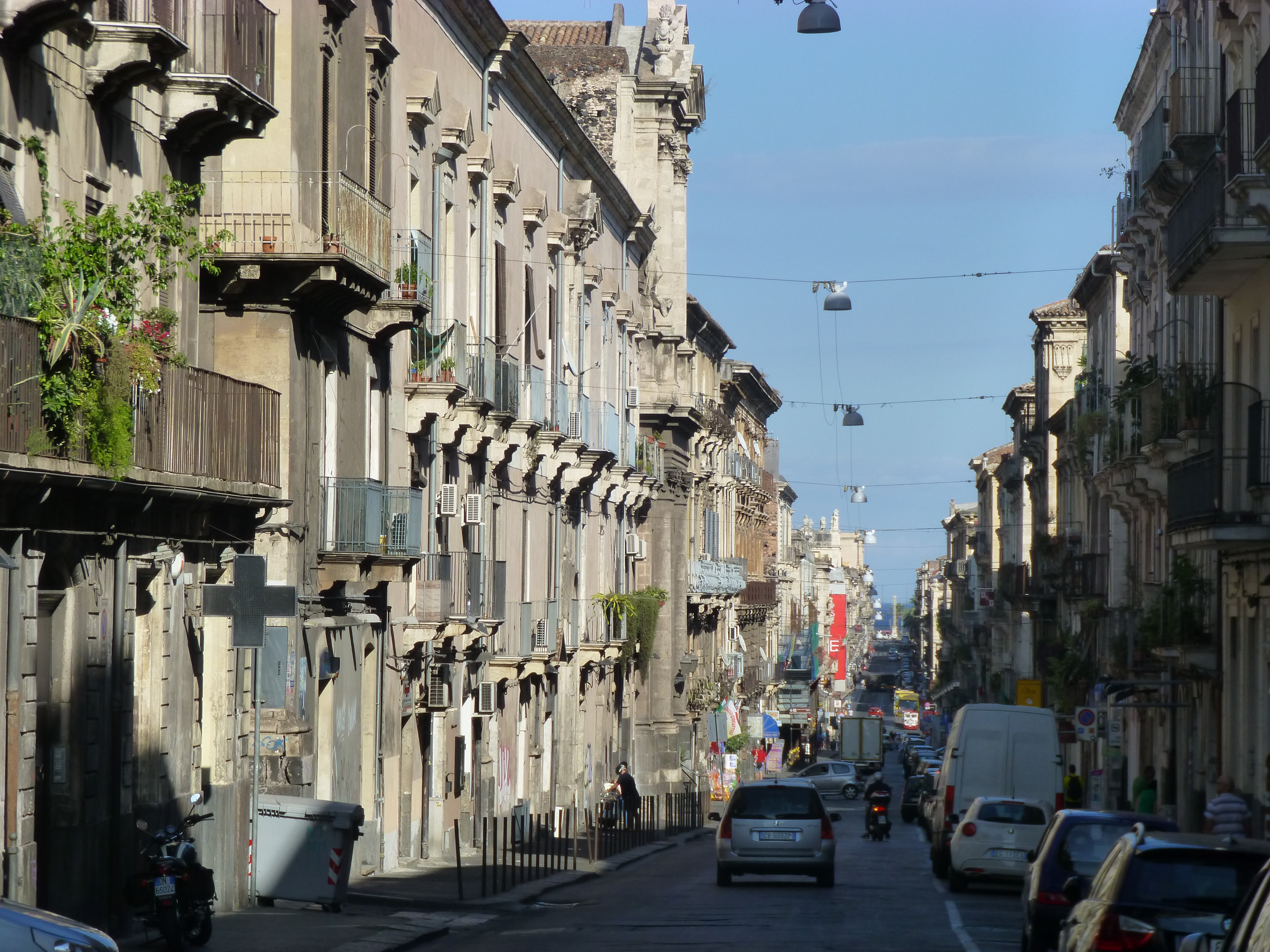
Via Vittorio Emanuele II

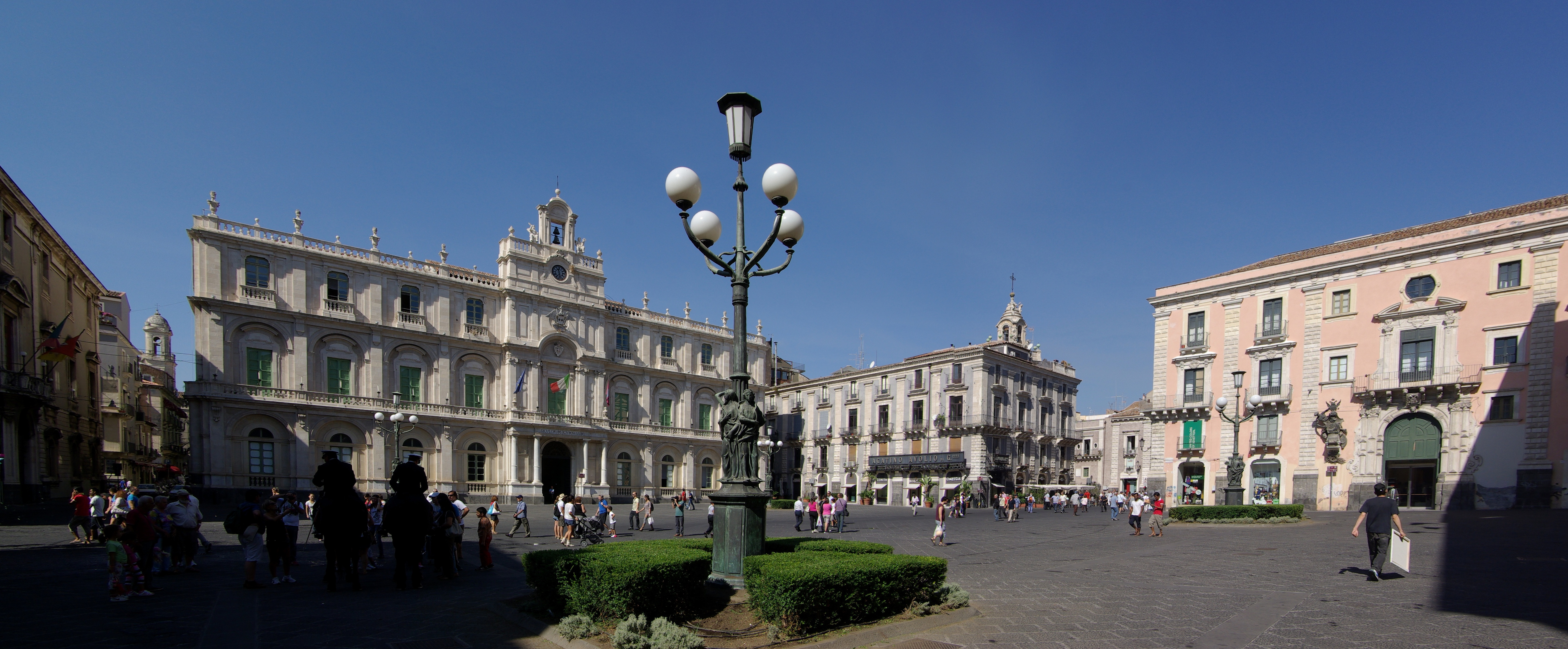
Piazza Università vista dal lato sud

Il centro storico di Catania è situato nella parte centrale del territorio comunale, e a livello amministrativo corrisponde al I Municipio, la cui popolazione residente, al 1º gennaio 2018 risultava essere di 56.754 unità, pari al 18% della popolazione del capoluogo etneo.
La strada principale è rappresentata dalla Via Etnea, che si snoda nella direttrice sud-nord, ha un andamento rettilineo ed è lunga circa 2,8 chilometri, il cui percorso inizia da Piazza Duomo e si conclude fuori dal centro storico, al Tondo Gioeni. Nella sua parte bassa, la strada attraversa Piazza Università, dove si trova la sede istituzionale dell'ateneo catanese, e ai Quattro Canti interseca con la Via di Sangiuliano, che si caratterizza per la sua accentuata pendenza nella sua parte ovest. Altra piazza attraversata è la Piazza Stesicoro, dove sono situati i resti dell'antico Anfiteatro romano e il monumento a Vincenzo Bellini, e nelle cui adiacenze si svolgono le attività del Mercato di piazza Carlo Alberto.
Altra strada importante è la Via Vittorio Emanuele II, che attraversa Piazza Duomo, e si sviluppa lungo la direttrice ovest-est, e collega la zona della stazione con la periferia, dove si conclude, in Piazza Risorgimento, nel quartiere Curìa. Parallela ad essa la Via Garibaldi, il cui percorso inizia da Piazza Duomo e si conclude in Piazza Palestro. Ambedue le arterie intersecano nella parte alta con la Via Plebiscito, antica circonvallazione cittadina che attraversa buona parte dei quartieri popolari, il cui percorso ha inizio da Piazza Sant'Agata la Vetere e si conclude intersecandosi con Via Cristoforo Colombo, nel quartiere degli Angeli Custodi.
Il centro storico di Catania è caratterizzato dalla cospicua presenza di beni storico-monumentali di elevato pregio architettonico, per buona parte risalenti ai secoli XVIII e XIX.

## Piazze e strade principali
Piazze
- Piazza Vincenzo Bellini
- Piazza Carlo Alberto
- Piazza Mario Cutelli
- Piazza Dante Alighieri
- Piazza del Duomo
- Piazza Federico II di Svevia
- Piazza Giuseppe Mazzini
- Piazza San Cristoforo
- Piazza San Domenico
- Piazza San Francesco d'Assisi
- Piazza Palestro
- Piazza Stesicoro
- Piazza dell'Università

Strade
- Corso Sicilia
- Corso Italia
- Via Antonino di San Giuliano
- Via Cristoforo Colombo
- Via dei Crociferi
- Via Domenico Tempio
- Via Etnea
- Via Giuseppe Garibaldi
- Via Monsignor Salvatore Ventimiglia
- Via del Plebiscito
- Via Sant'Euplio
- Via Umberto I
- Via Vittorio Emanuele II